# Baixo Guandu
Baixo Guandu este un oraș în unitatea federativă Espírito Santo (ES) din Brazilia.